# Misiones Católicas Franciscanas de Tánger

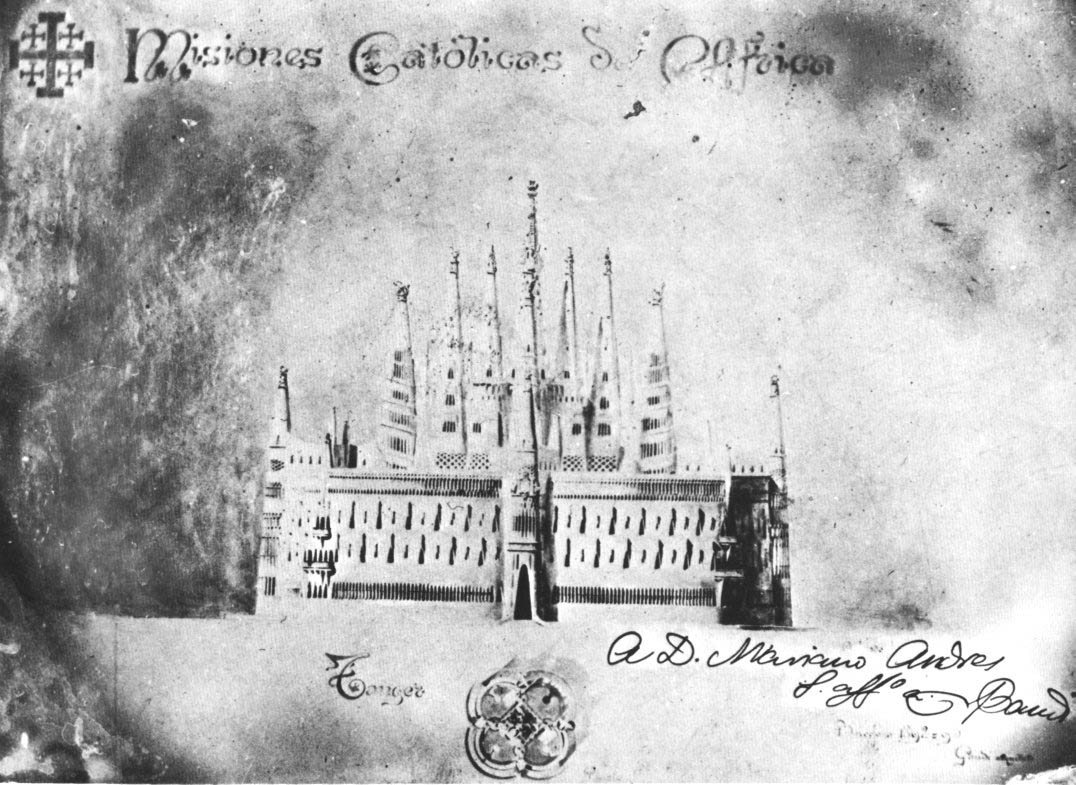
Proyecto de Misiones Franciscanas en Tánger, en una tarjeta postal remitida por Gaudí a Mariano Andrés, dueño de la Casa Botines, en 1893. Se aprecia el plano de la fachada, a escala 1/100, y de la planta, a escala 1/500.

Las Misiones Católicas Franciscanas de Tánger fue un proyecto no realizado del arquitecto modernista Antoni Gaudí, en el que estuvo trabajando entre 1892 y 1893. Consistía en un conjunto compuesto por iglesia, convento, hospital y escuela, para la Orden Franciscana en la ciudad de Tánger, en Marruecos, por aquel entonces una colonia española. La iniciativa partió del prefecto de la misión, el padre José María Lerchundi, para lo que contó con la colaboración de los marqueses de Comillas, Claudio López Bru y María Luisa Andrés Fernández-Gayón y Barrié, aunque finalmente el proyecto no se llevó a cabo, debido a motivos políticos y económicos.

## Historia
José María Lerchundi, sacerdote y misionero franciscano, llegó a Tánger en 1862 para incorporarse a la Misión Católica de Marruecos, de la que fue Prefecto Apostólico desde 1877 hasta su muerte en 1896. Llegó a un profundo conocimiento de la lengua árabe, por lo que actuó de intérprete oficial de las embajadas intercambiadas entre los reyes de España y el sultán Hassan I de Marruecos, así como entre el sultán y el papa León XIII. En Tánger se encargó de la restauración o construcción de un buen número de iglesias, escuelas y casas de misión, y fue también el inspirador del Santuario de Nuestra Señora de Regla (Chipiona, Cádiz), un centro de formación de misioneros franciscanos destinados a Tierra Santa y Marruecos, inaugurado en 1882. Entre finales de los años 1880 y principios de los 1890 tenía planeado ampliar la misión con un conjunto polivalente que habría incluido una iglesia, un convento, un hospital y una o diversas escuelas, junto a dependencias varias para las múltiples tareas encomendadas a la misión.

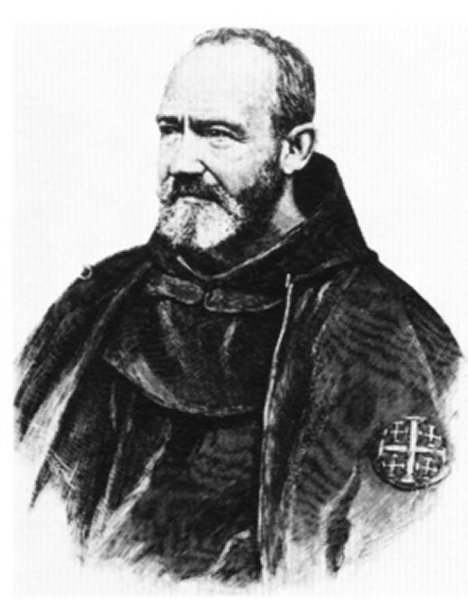
José María Lerchundi.

Este proyecto encontró un importante respaldo en la figura del empresario Claudio López Bru, segundo marqués de Comillas, dueño de varios negocios como Tabacos de Filipinas y la Compañía Trasatlántica, una importante naviera que tenía diversas contratas oficiales para el tráfico marítimo entre España y Marruecos. Gran filántropo, el marqués de Comillas prometió la financiación económica que requería el proyecto. López Bru era hijo de Antonio López y López, para el que había realizado Gaudí El Capricho de Comillas, por lo que nuevamente requirió los servicios del arquitecto reusense para llevar a cabo el proyecto. El encargo se formalizó a través de la Asociación de Damas de la Inmaculada Concepción, que presidía María Luisa Andrés Fernández-Gayón y Barrié, esposa del marqués de Comillas, que fue la que llevó la labor administrativa y contable del encargo tangerino.
Según parece, Gaudí efectuó un viaje a Tánger —tras recalar en Cádiz y Málaga— para examinar el terreno del proyecto para las Misiones. Sin embargo, no está fehacientemente documentada la fecha exacta de ese viaje: según Josep Maria de Dalmases, nieto del fundador de la Sagrada Familia (en un escrito de 1927), Gaudí estuvo en Tánger en 1887, tras visitar la Exposición Naval celebrada ese año en Cádiz, cuyo pabellón de la Compañía Trasatlántica fue trasladado posteriormente a Barcelona para la Exposición Universal de 1888, proyecto del que se encargó Gaudí; pero aunque este viaje se hubiese realizado, es poco probable que fuese por el proyecto de las Misiones, que fue encomendado a Gaudí en 1891. Por otro lado, Tokutoshi Torii postula que el viaje debió ser en 1891 para inspeccionar el terreno, antes de empezar a elaborar el proyecto; pero según una correspondencia entre el padre Lerchundi y otro franciscano de la misión, el hermano Alcayne, el terreno para el nuevo proyecto fue comprado en 1895, una parcela en el barrio del Soco donde en 1913 se construyó una escuela, por lo que el viaje de Gaudí no pudo ser para inspeccionar un terreno que aún no se disponía. Según datos aportados por Joan Bassegoda, en la contabilidad de la Asociación de Damas de la Inmaculada Concepción figuran unos pagos a Gaudí efectuados en Málaga (200 pesetas), en Tánger (1.200 ptas.) y en Barcelona como honorarios por la totalidad del proyecto (10.000 ptas.), pero sin especificar fecha, ya que está en un conjunto de la contabilidad establecida entre 1888 y 1895. Por otro lado, en una carta del padre Francisco María Cervera —sucesor de Lerchundi como prefecto de las Misiones— al padre Lerchundi de 10 de diciembre de 1891 dice que «a comienzos del año que viene [Gaudí] irá allí, ya que el marqués de Comillas le ha indicado que entonces se podrían inaugurar las obras». Así que parece probable que el viaje fuese en 1892, aunque pudo ser posteriormente.
Sobre las causas de la no realización del proyecto también existen numerosas dudas: el proyecto fue aprobado por la Congregación Capitular de Tánger el 17 de octubre de 1893, pero quedó pendiente de la aprobación por parte de la Santa Sede, especialmente por unas reservas formuladas por la «grandeza y suntuosidad» del proyecto, no afín a la austeridad propia de la orden franciscana. Pero lo más probable fue la agitada situación política en Marruecos: en 1893 hubo una insurrección en Melilla (Guerra de Margallo) para evitar la fortificación de las Cábilas, que terminó con un acuerdo entre España y Marruecos firmado el 5 de marzo de 1894. Esta agitación política conllevó además una crisis económica que hizo especial mella en los negocios del marqués de Comillas, ya que Tabacos de Filipinas y la Compañía Trasatlántica estuvieron al borde de la quiebra.
Gaudí lamentó profundamente la no realización del proyecto, y guardó siempre consigo el boceto que había diseñado del conjunto, que tenía colgado en su taller de la Sagrada Familia y que enseñaba siempre a los visitantes. El original de este boceto fue quemado con otros documentos de Gaudí durante la Guerra Civil, pero el diseño del arquitecto sobrevivió en varias fotografías tomadas anteriormente.

## Descripción
El proyecto consistía en un conjunto compuesto por iglesia, convento, hospital y escuela, ubicado en un recinto de 120 metros de diámetro, con una altura que oscilaba entre los 24 metros en el perímetro circundante y los 80 metros de la torre central. Gaudí concibió una estructura de forma fortificada, como un alcázar de los que se solían levantar en las colonias españolas de África, con altos muros y torres prominentes. El conjunto tenía planta cuadrilobulada, en forma de cinco cruces potenzadas (seña de los misioneros franciscanos de Marruecos), con arcos catenarios y torres de perfil parabólico, con ventanas hiperboloidales. Interiormente, la estructura se habría compuesto —en la mayoría de edificios— de sótano, planta baja, tres pisos y desván con cámara aislante (solución que también aplicó en la Casa Milà). Habría tenido un conjunto de 17 torres, a las que —como es habitual en la arquitectura gaudiniana— su autor les otorgaba un simbolismo religioso: la torre central —la más alta— habría estado dedicada a Jesús, rodeada de cuatro torres dedicadas a los evangelistas y doce a los apóstoles.
Según Tokutoshi Torii, la planimetría del conjunto está basada en el número doce: el diámetro son 120 metros (12x10), la altura de cada piso 6 (12/2), el muro exterior 24 (12x2) y la planta de la iglesia 36 (12x3). Simbólicamente, el doce representa la Nueva Jerusalén o Reino de Dios, descrito por San Juan en el Apocalipsis (21, 16): «y la ciudad se extiende en cuadro, y su longitud es tan grande como su anchura. Y midió la ciudad con la caña, doce mil estadios; su longitud y anchura y altura son iguales».
| Gaudí: Proyecto de Tánger (1892-93) | Gaudí: Proyecto de Tánger (1892-93)       | Gaudí: Proyecto de Tánger (1892-93)           | Gaudí: Proyecto de Tánger (1892-93) |
| ----------------------------------- | ----------------------------------------- | --------------------------------------------- | ----------------------------------- |
|                                     |                                           |                                               |                                     |
| Alzado original de Gaudí.           | Sección interpretada por Torii (1981-82). | Planta baja interpretada por Torii (1981-82). |                                     |

Pese a su no realización, este proyecto le influyó para las obras de la Sagrada Familia, especialmente en el diseño de las torres, de perfil parabólico como en las Misiones. Igualmente, lo proyectado para las Misiones le sirvió para diversas realizaciones posteriores: la iglesia de planta cuadrada cubierta de cúpulas parabólicas será la iglesia de la Colonia Güell, mientras que la cripta con columnas y bóvedas de casquete esférico la encontramos en la columnata dórica del Parque Güell, y los pasillos formados por una sucesión de arcos catenarios aparecerán en el Colegio de las Teresianas y en el desván de la Casa Milà.
Así, pese a no ser un proyecto realizado, las Misiones tuvieron una gran importancia en la obra posterior de Gaudí y en la formulación de un estilo personal y naturalista que sería característico de la etapa madura del arquitecto, alejada ya del historicismo de sus primeras obras y del modernismo programático que triunfaba en aquel entonces en la sociedad catalana. Gaudí pasó a inspirarse en las formas orgánicas de la naturaleza, para lo que puso en práctica toda una serie de nuevas soluciones estructurales originadas en los profundos análisis que efectuó de la geometría reglada, especialmente en el uso del arco parabólico o catenario, también llamado funicular de fuerzas, que utilizó como elemento más adecuado para soportar las presiones.

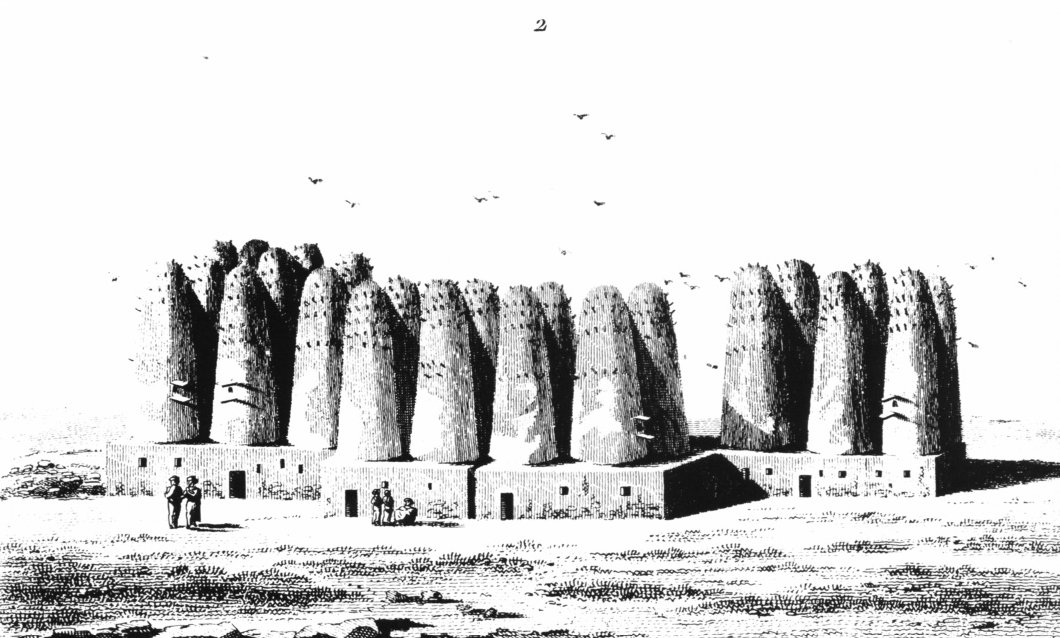
Aldea egipcia con palomares, de Alí Bey (1806).

La aparición del arco catenario en el proyecto de las Misiones no deja de ser sorprendente, ya que no hay antecedentes de su utilización en la obra del arquitecto. A tal respecto, Tokutoshi Torii propone en su obra El mundo enigmático de Gaudí (1983) varias hipótesis: una podría ser la habitual construcción en tierras africanas de palomares de forma parabólica, y que Gaudí podría haber visto en diversos grabados del aventurero catalán Domènec Badia i Leblich (más conocido como Alí Bey); otra inspiración podría venir de las fortalezas ejecutadas en esos años por ingenieros militares, especialmente las de Francisco Roldán y Vizcaíno, que solían presentar estructuras de forma parabólica, que son estructuralmente prácticas y equilibradas. En todo caso, esta nueva solución estructural sería profusamente utilizada por Gaudí, a la vez que su influencia se rastrea en la obra de diversos arquitectos posteriores, como Pier Luigi Nervi, Friedensreich Hundertwasser, Oscar Niemeyer, Félix Candela, Eduardo Torroja, Kenji Imai, Frei Otto y Santiago Calatrava.